# Skagerrak
A Skagerrak tengerszoros Norvégia délkeleti partja, Svédország nyugati partjai és a dániai Jütland-félsziget közt. Az Északi-tengert köti össze a Kattegat szorossal, amely dél felé a Balti-tengerre vezet.
A Skagerrak vizeit számos kompútvonal keresztezi.

## Neve
A Skagerrak és a Kattegat nevét is a holland hajósok terjesztették el. A Skagerrak szó előtagja a földnyelvet, fokot jelentő régi dán Skagen szóból ered, amely Jylland északi nyúlványát, a Skagens Oddét jelöli. "Rak" (egyik) jelentése a holland nyelvben "egyenes víziút" (értelemszerűen a Skagen-fok mentén). (Az eredeti indoeurópai alapnyelvi szótő az "egyenes" jelentésű *reg-.)

## Földrajza

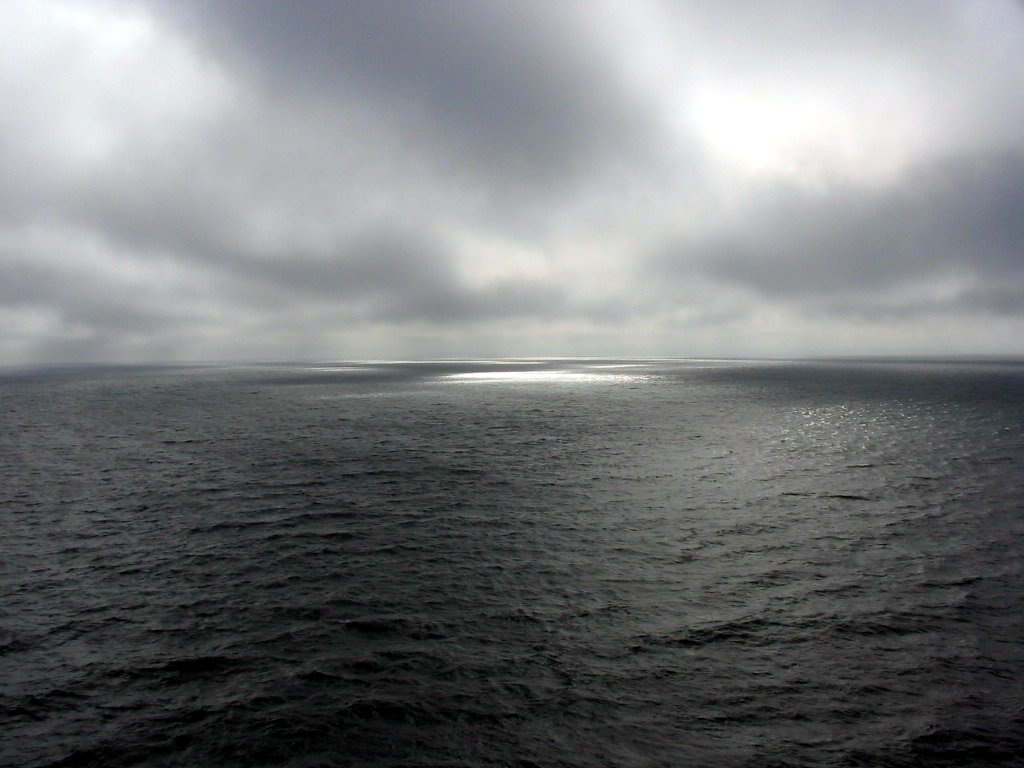
Áprilisi kép a Skagerrak közepén

A Skagerrak nagyjából háromszög alakú, hossza 240 kilométer, szélessége 80-140 kilométer. A norvég partok felé haladva mélyül, a Norvég-árokban már több, mint 700 méter mély. Néhány skagerraki kikötő: Oslo és Kristiansand Norvégiában, Uddevalla és Strömstad Svédországban.
A Skagerrak szalinitása (sókoncentrációja) 30 gyakorlati szalinitási egység. Az élőlények számára hasznosítható területe 3600 km², változatos élőhelyekkel Svédország és Dánia homokos tengerpartjaitól a Norvég-árok mélyvizeiig.

## Története

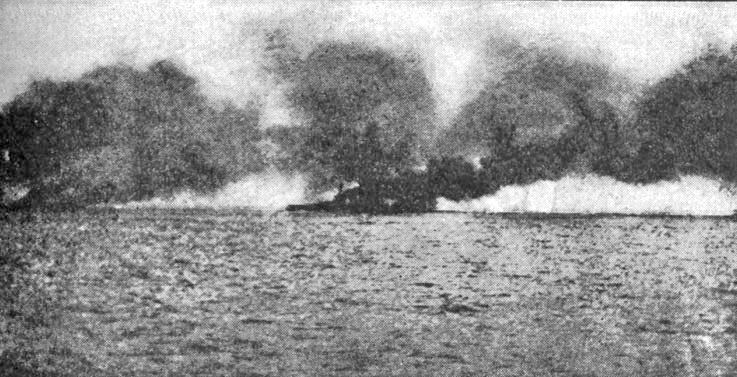
találatot kapott hajók a skagerraki csatában

A Skagerrak mindkét világháborúban stratégiai fontosságú volt Németország számára. A szoros nyugati bejáratánál zajlott az első világháború legnagyobb tengeri ütközete, a skagerraki csata, 1916. május 31-én és június 1-én. Többek közt a Balti-tengerre vezető egyetlen vízi út birtoklása vezette arra Adolf Hitler Németországát, hogy a második világháború elején elfoglalja Dániát és Norvégiát.

## Élővilága
A Skagerrak mintegy 2000 tengeri fajnak biztosít élőhelyet, ezek közül sok ezekre a vizekre specializálódott. Például a atlanti tőkehal (Gadus morhua) a norvég tengerpartok közelében ívik. Ikrái a víz felszínén úsznak, a kikelő kis tőkehalak planktonnal táplálkoznak. A fiatal tőkehalak a fenéken élnek és nem költöznek el, hanem a norvég fjordokban maradnak.
Az élőhelyek változatossága és a plankton nagy tömege gazdag tengeri élővilágot eredményezett. Egyaránt vannak a fenékhez kötődő és nyílttengeri fajok, illetve olyanok amelyek a tengerfenék és a felszín között vándorolnak.

Clupea harengus
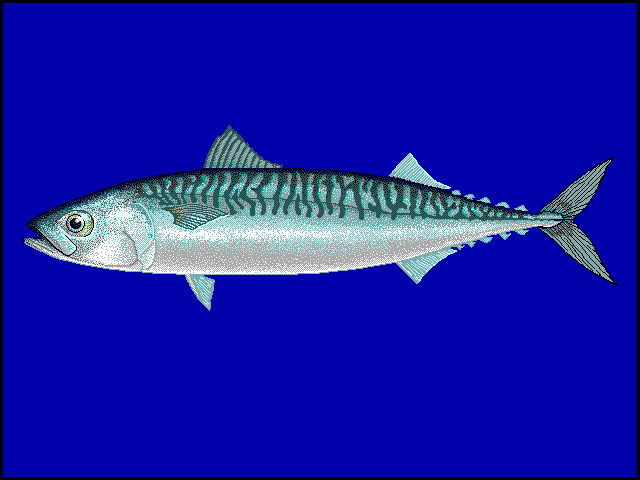
Scomber scombrus
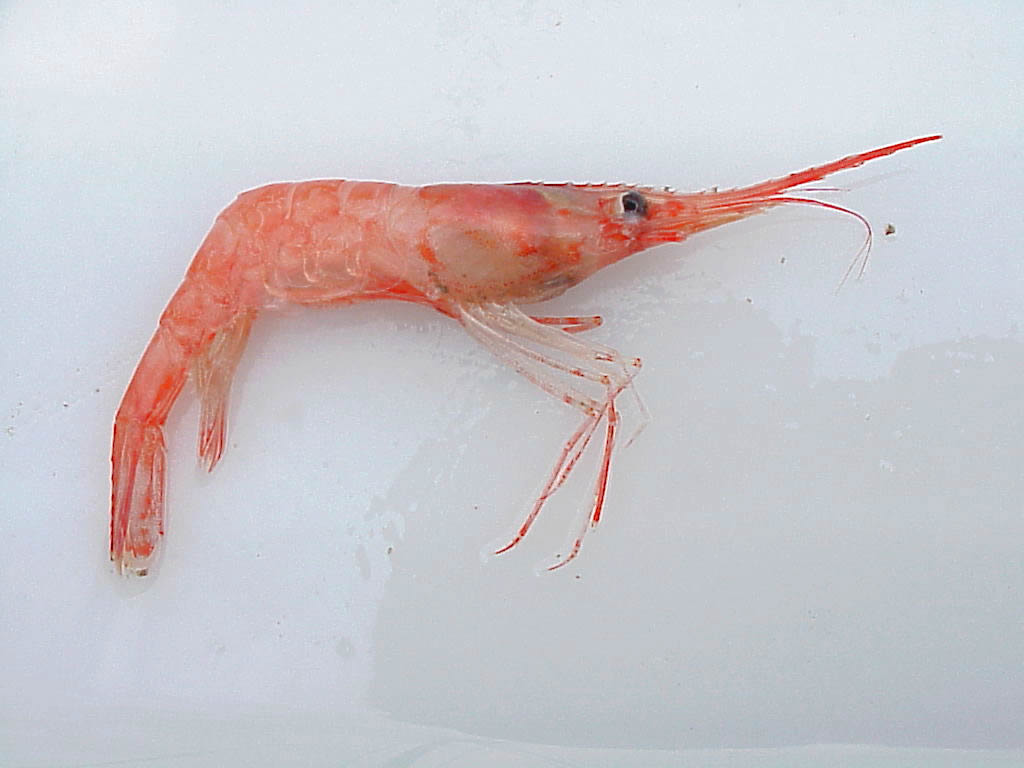
Pandalus borealis
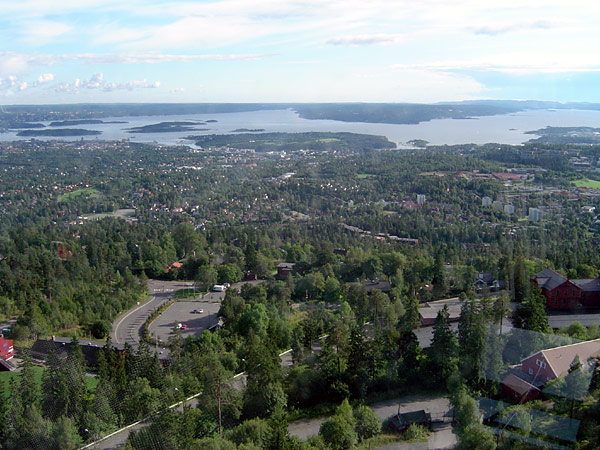
Oslo-fjord